# Футбольный удар

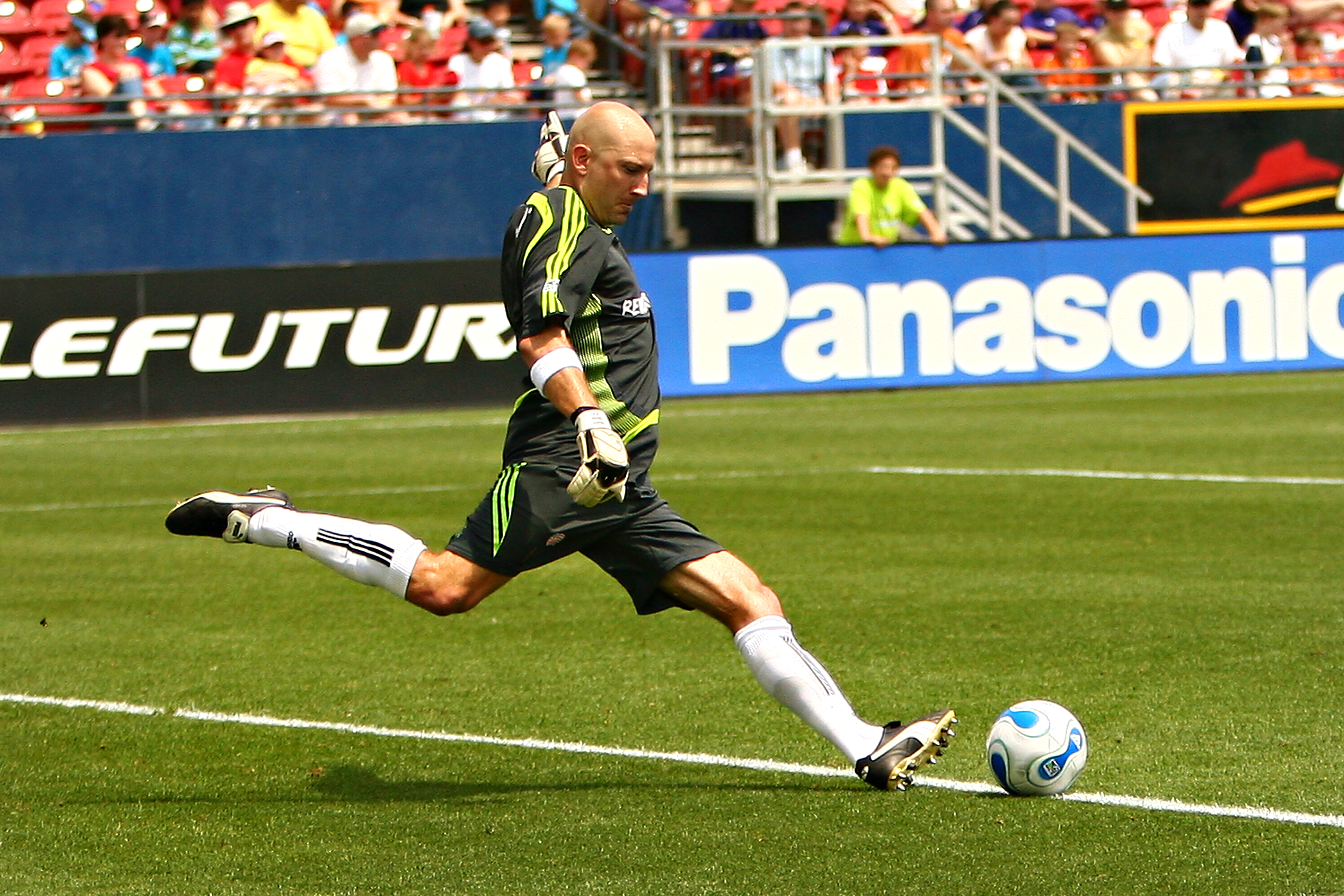
Футбольный удар.

Футбольный удар (англ. soccer kick или (англ. soccer ball kick, порт. tiro de meta) — вид удара ногой, который применяется в спортивных играх (футбол, регби) для задачи ускорения спортивному снаряду. В спортивных единоборствах (смешанные единоборства, вале-тудо, пурорэсу) он используется для нанесения физического вреда сопернику, когда он лежит на ринге, стоит на коленях или пытается встать. Подобная техника впервые была применена в UFC в 1993 году, когда Жерар Гордо подобным ударом победил Тейла Тули, выбив ему зуб. Едиными Правилами MMA (англ. Unified Rules of Mixed Martial Arts) подобные удары в настоящее время запрещены как опасные для жизни, хотя их не запрещают организации наподобие Pride Fighting Championships.

## Исполнение в футболе
Для исполнения удачного удара необходимо добиться баланса между силой удара — скоростью мяча после полёта — и точностью удара — траекторией полёта мяча. Согласно исследованиям, наиболее мощный и точный удар возможен, если подходить к мячу под углом (идеальный вариант — 45 градусов), а не прямо.. Спортсмены с хорошо развитой мускулатурой и точными ударами тратят гораздо меньше сил на то, чтобы подбежать к мячу и нанести удар стопой.
Взгляд спортсмена при ударе должен быть сосредоточен на мяче вплоть до последнего момента: поднимать голову и осматриваться нужно до процедуры нанесения удара (например, чтобы понять, куда бить). Концентрация на мяче в ходе нанесения удара обеспечит большую точность. Помимо этого, игрок должен приземляться перед ударом на опорную ногу со слегка согнутым коленом, чтобы сбалансировать тело при возможной отдаче бьющей ноги после нанесения удара как такового. Опорная нога должна остановиться в 5-10 см от мяча перед моментом удара: слева от мяча для бьющего правой и справа от мяча для бьющего левой. Опытные спортсмены всегда располагают опорную ногу очень близко к мячу. В зависимости от того, где останавливается нога, меняется и направление: остановив опорную ногу за мячом, игрок ударом обеспечит точную траекторию полёта, а остановив опорную ногу аккурат у мяча, он нанесёт достаточно мощный удар. Траектория полёта мяча во многом зависит от позиции опорной ноги: лучше всего расположить стопу параллельно направлению удара, а перед ударом лучше слегка наклонить верхнюю часть тела вперёд.
Скорость полёта мяча зависит от скорости движения мяча и контакта ноги собственно с мячом. Наиболее эффективный способ — нанести удар по центру мяча верхней стороной стопы. Самый мощный в истории футбольный удар был выполнен бразильским защитником Ронни Эберсоном Фуртаду де Араужу 26 ноября 2006 года в матче «Спортинг» — «Навал». Скорость свободного удара, выполненного Ронни, составила 210,8 км/ч. Эберсон побил рекорд Дэвида Хирста, установленный в сезоне 1996/1997 в игре за «Шеффилд Уэнсдей».

## В смешанных единоборствах

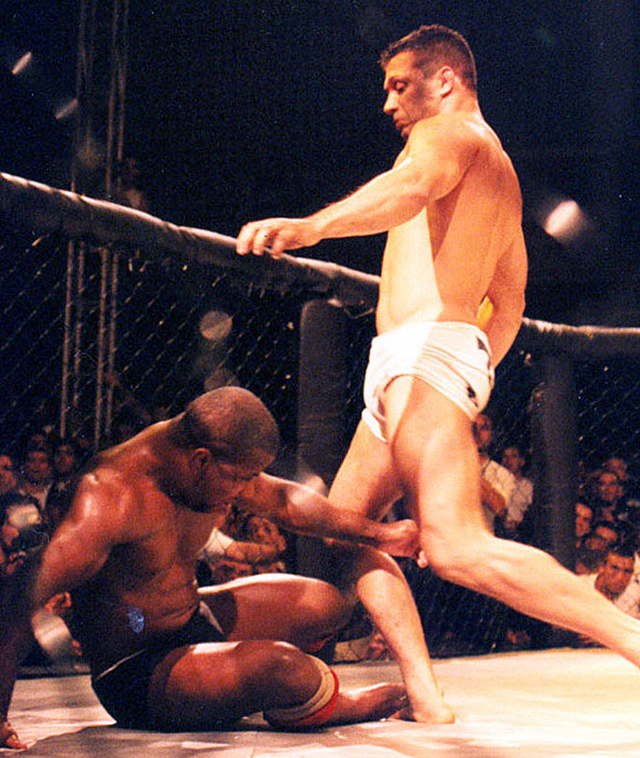
футбольный удар в матче Вале-тудо

Футбольные удары в бойцовских поединках выполняются по сбитому с ног сопернику. Боец должен стоять сбоку или перед противником, лежащим на ринге, и попасть ему в голову наподобие того, как футболист бьёт по мячу. Часто бойцы наносят удар не стопой, а голеностопом. Удары могут приходиться не только в голову, но и в тело. Такие удары запрещены правилами большинства спортивных федераций: последней из них, отказавшейся от подобного удара, стала One FC в 2016 году. Скорость футбольного удара в поединке в 2-3 раза меньше скорости аналогичного удара по спортивному снаряду в командных играх, поскольку в пределах ринга (клетки) удар часто выполняется без разбега. Сила такого удара достигает более 1000 кг.

### Реслинг
В реслинге футбольный удар стал завершающим приёмом в арсенале многих рестлеров: они переняли его от фанатов, которые зачастую нападали на других рестлеров и устраивали с ними драки. Одним из первых применивших этот удар рестлеров стал Си Эм Панк, который отбивался от назойливых фанатов, пытавшихся ворваться на ринг. Кацуори Сибата и Рэнди Ортон являются одними из самых известных рестлеров, применяющих этот удар; также при помощи серии таких ударов Антонио Иноки в 1977 году в поединке против Великого Антонио одержал победу.

### В видеоиграх
В игре 2010 года EA Sports MMA были впервые представлены футбольные удары, также они появились в игре 2012 года UFC Undisputed 3 в режиме «Pride» (имитация Pride Fighting Championships), поскольку в режиме UFC эти удары отсутствовали как запрещённые правилами. В игре WWF WrestleMania 2000, выпущенной в 1999 году для Nintendo 64, также представлен футбольный удар.